# Sara Swietlicki
Sara Swietlicki, född 16 oktober 1988 i Lund, är en svensk operasångerska (sopran).

## Biografi
Sara Swietlicki studerade vid Lunds Kulturskola, där hon sjöng i flickkör och mottog sin första solosångsundervisning. 2007-2010 gick hon musiklinjen på Vadstena folkhögskola. 
Hon studerade sedan vid Operaakademiet i Köpenhamn och tog 2013 sin bachelorexamen från Det Kongelige Danske Musikkonservatorium i Köpenhamn. 2014 debuterade hon som en av de tre faderlösa i operan Rosenkavaljeren av Richard Strauss på Det Kongelige Teater i Köpenhamn. 

## Utmärkelser
Sara Swietlicki fick Jenny Lind-stipendiet år 2015.